# Parkour ai Giochi mondiali 2022 - Speedrun maschile
La gara del speedrun maschile di parkour ai Giochi mondiali 2022 si è svolta l'11 luglio 2022 a Birmingham.

## Risultati

### Qualificazioni
| Rank | Atleta              | Nazione     | Punteggio | Note |
| ---- | ------------------- | ----------- | --------- | ---- |
| 1    | Bohdan Kolmakov     | Ucraina     | 21.59     | Q    |
| 2    | Andrea Consolini    | Italia      | 21.72     | Q    |
| 3    | Martin Chromecek    | Rep. Ceca   | 21.94     | Q    |
| 4    | David Nelmes        | Regno Unito | 22.38     | Q    |
| 5    | Jeremy Lorsignol    | Belgio      | 24.59     | Q    |
| 6    | Ioakeim Theodoridis | Grecia      | 24.68     | Q    |
| 7    | Shion Katsunori     | Giappone    | 25.50     | R    |

### Finale
| Rank | Atleta              | Nazione     | Punteggio |
| ---- | ------------------- | ----------- | --------- |
| 1    | Bohdan Kolmakov     | Ucraina     | 20.75     |
| 2    | Andrea Consolini    | Italia      | 20.98     |
| 3    | David Nelmes        | Regno Unito | 21.95     |
| 4    | Martin Chromecek    | Rep. Ceca   | 22.03     |
| 5    | Jeremy Lorsignol    | Belgio      | 25.93     |
| 6    | Ioakeim Theodoridis | Grecia      | 28.70     |